# Sajad Ganjzadeh
Sajad Ganjzadeh (in persiano سجاد گنج‌زاده‎; Teheran, 4 gennaio 1992) è un karateka iraniano, specializzato nel kumite, campione mondiale nel 2016 nella categoria oltre gli 84 kg e tre volte campione mondiale a squadre (2014, 2016 e 2018).